# Міхай Івенческу
Міхай Івенческу (рум. Mihai Ivăncescu, 22 березня 1942, Адинката — 2 січня 2004, Брашов) — румунський футболіст, що грав на позиції захисника, зокрема за «Брашов» і національну збірну Румунії.

## Клубна кар'єра
Народився 22 березня 1942 року в буковинському селищі Глибока, що на той час було окуповане Румунським королівством і носило румунську назву Адинката. Вихованець футбольної школи клубу «Брашов». Дорослу футбольну кар'єру розпочав 1961 року в основній команді того ж клубу, в якій провів один сезон, взявши участь у 12 матчах чемпіонату.
1962 року перейшов до іншої брашовської команди «Тракторула», що грав у другому дивізіоні.
Своєю грою за цю команду довів керівництву «Брашова» свою готовність грати на найвищому національному рівні і 1964 року повернувся до рідної команди. Був її основним захисником протягом наступних дев'яти сезонів.
Завершив професійну ігрову кар'єру у тому ж брашовському «Тракторулі», до якого удруге прийшов 1973 року і за який провів ще два сезони у другій румунській лізі.
Помер 2 січня 2004 року на 62-му році життя у Брашові.

## Виступи за збірну
1967 року дебютував в офіційних матчах у складі національної збірної Румунії. Протягом кар'єри у національній команді, яка тривала 4 роки, провів у формі головної команди країни 3 матчі.
У складі збірної був учасником чемпіонату світу 1970 року у Мексиці, де залишався запасним гравцем і на поле не виходив.